# Wilhelm Benitz
Wilhelm Benitz, auch William Böniz (* 8. Februar 1815 in Endingen; † 27. Juni 1876 Estancia „La California“, Las Rosas, Santa Fe, Argentinien), war ein deutsch-amerikanischer Pionier bei der Kolonisierung Kaliforniens, Rancher und Kaufmann.

## Herkommen und erste Jahre in Amerika
Der Sohn eines Küfers heuerte um 1830 als Seemann auf einem Handelsschiff an und verdingte sich, nachdem er 1832 infolge eines Schiffbruchs in Mexiko gelandet war, von 1836 bis 1837 als Soldat bei der Armee des damals noch unabhängigen Staates Texas. Von 1843 bis 1845 arbeitete er in Kalifornien für Johann August Sutter und diente von 1843 bis 1844 gleichzeitig als Offizier in der mexikanischen Armee. 1844 bekam er die mexikanische Staatsbürgerschaft verliehen.

## Rancher
Von 1844 bis 1860 war Benitz Teilhaber von zwei Ranches in Kalifornien, der Herman-Ranch und der New Breisgau-Ranch. Letztere hatte eine Größe von ca. 6.200 ha und lag im Gebiet zwischen den heutigen Bezirken Tehama und Shasta am östlichen Ufers des Sacramento River. Im Jahre 1850 tauschte Benitz einen Anteil an der Ranch mit dem aus Württemberg stammenden Ernst Rufus gegen eine Teilhaberschaft an dessen Herman-Ranch, die nach Hermann dem Cherusker benannt war und später als German-Ranch bekannt wurde. Die Herman-Ranch lag im Bezirk Sonoma, grenzte im Westen an den Pazifik und wurde im Norden und im Osten vom Gualala River und im Süden vom Russian River begrenzt.
Seine größte Besitzung war die Rancho Muniz oder Muñiz grant in Kalifornien, zu der auch die frühere Niederlassung der Russisch-Amerikanischen Handelskompanie in Kalifornien, Fort Ross, gehörte. Benitz pachtete die Ranch 1844 zunächst mit seinen Partnern Ernst Rufus und Theodor Meyer. Eigentümer der vormaligen russischen Handelsniederlassung Fort Ross war Johann August Sutter. Sie ging später auf Manuel Torres über. 1851 kaufte Benitz zusammen mit Theodor Meyer die Rancho Muniz mit Fort Ross für 5.000 $. Meyers Anteile erwarb Benitz 1855 für 22.500 $ und wurde damit zum alleinigen Besitzer. Die damalige Rancho Muniz war ein streifenförmiges Land, das sich zwischen dem Kamm der Costal Mountains im Osten und dem Pazifik im Westen erstreckte.
Benitz zeigte sich als umsichtiger Unternehmer, der Fort Ross zu einem erfolgreichen Handelsplatz ausbaute. So verzeichnen die Frachtbücher aus jener Zeit eine Vielzahl von landwirtschaftlichen Produkten, die in Fort Ross umgeschlagen wurden. Rinder, Schafe, Pferde, Schweine, Häute, Kartoffeln, Äpfel, Hafer, Gerste, Eier, Butter, Enten und Tauben wurden im Auftrag von Benitz auf Märkten in Sonoma und Sacramento verkauft. Bei der Produktion setzte Benitz die indigenen Kashaya-Indianer ein, die zur Gruppe der Pomo gehören. Die Kashaya-Leute waren von der amerikanischen Regierung für 8 Dollar pro Monat zur Arbeit auf der Ranch verpflichtet worden. Im Jahr 1848 lebten noch 162 Kashaya rund um Fort Ross.
Heute bildet der Fort Ross State Historic Park den Kern der damaligen Besitzungen von Benitz.

## Kaufmann in Oakland
1867 verkaufte Benitz die Besitzungen in Kalifornien und siedelte nach Oakland über, da dort bessere Voraussetzungen für die Ausbildung seiner Kinder bestanden als in Fort Ross. In Oakland baute Benitz mehrere Gebäude, darunter ein repräsentatives Bürohaus und betätigte sich als Investor in Immobilien und Minen.

## Argentinien
1874 verkaufte Benitz seine Besitzungen in Oakland und wanderte nach Argentinien aus, wohin sein Bruder Franz Xaver Benitz (1816–1880) bereits 1866 zusammen mit anderen Siedlern aus Kalifornien ausgewandert war. Sie hatten dort nördlich von San Javier am San Javier River die Colonia California aufgebaut. Wilhelm Benitz baute einige Kilometer südlich der heutigen Stadt Las Rosas eine eigene Ranch auf, die Estancia La California. Wilhelm Benitz ist zwei Jahre nach seiner Ankunft in Argentinien gestorben. Er wurde auf der Estancia La California beerdigt.

## Familie
1846 heiratete Benitz die ebenfalls in Endingen geborene Josefa Kolmerer. Die Familie wohnte zunächst in Fort Ross, wo auch seine Kinder geboren wurden und aufwuchsen. Er und seine Frau Josephine hatten insgesamt zehn Kinder, von denen sieben das Erwachsenenalter erreichten. Die drei Söhne William Otto (1854–1911), Alfred Alexander (1859–1937) und  John Edward (1861–1916) bauten die Besitzungen ihrer Eltern in Argentinien aus. Nachkommen von Wilhelm Benitz leben noch heute auf der Estancia La California sowie in der näheren Umgebung.